# Canazei
Canazei (in italiano [kanatˈt͡sɛi], Cianacei [t͡ʃanaˈt͡ʃɛi̯] o Cenacei in dialetto fassano) è un comune italiano di 1 892 abitanti della provincia autonoma di Trento in Trentino-Alto Adige. Situato all'estremità settentrionale della Val di Fassa, al confine con le province di Bolzano a nord e Belluno a est, Canazei è una nota località turistica, e fa parte del percorso sciistico Sellaronda.

## Storia
La circoscrizione territoriale ha subito le seguenti modifiche: nel 1926 aggregazione di territori del soppresso comune di Campitello; nel 1956 distacco di territori per la ricostituzione del comune di Campitello con la denominazione Campitello di Fassa (Censimento 1951: pop. res. 481). Nel 1999 aggregazione di territori disabitati staccati dal comune di Campitello di Fassa.

### Simboli
Lo stemma e il gonfalone sono stati approvati con deliberazione della Giunta provinciale del 5 ottobre 1992.
Stemma
Lo sfondo rappresenta i colori ladini in una rappresentazione allegorica del territorio con il verde (prati e boschi), il bianco, 
delineato superiormente dal contorno di cime montuose (nevi e ghiacciai) e l'azzurro (cielo).
Gonfalone

## Monumenti e luoghi d'interesse
- Chiesa del Sacro Cuore di Gesù, nella frazione di Gries.
- Chiesa di San Floriano.
- Chiesa della Madonna della Neve, storico edificio di culto nella frazione di Gries.
- Chiesa di Sant'Antonio Abate, nella frazione di Alba.
- Chiesa dei Santi Sebastiano e Rocco, nella frazione di Penia.

## Società

### Evoluzione demografica
Abitanti censiti

### Etnie e minoranze straniere
Al 31 dicembre 2019 gli stranieri residenti nel comune erano 112, ovvero il 5,95% della popolazione. Di seguito sono riportati i gruppi più consistenti:
1. Romania, 36
2. Albania, 29
3. Ucraina, 10

### Ripartizione linguistica
Nel comune di Canazei è diffuso l'uso della variante cazèt del dialetto fassano (fascian), appartenente alla lingua ladina dolomitica.
| Censimento | Popolazione | Ladini | Non ladini | % ladini | Fonte  |
| ---------- | ----------- | ------ | ---------- | -------- | ------ |
| 2001       | 1818        | 1498   | 320        | 82,4%    | [ 12 ] |
| 2011       | 1911        | 1524   | 387        | 79,7%    | [ 12 ] |
| 2021       | 2015        | 1092   | 283        | 54,2%    | [ 13 ] |

## Cultura

### Eventi
Canazei è sede annuale di una prova del campionato mondiale di skyrunning, la Dolomites Skyrace. Il percorso prende avvio dal centro cittadino per procedere poi verso il Passo Pordoi (2239 m); sale quindi al Sass Pordoi (2950 m) per culminare al Piz Boè (3152 m). Ritorno per la Val Lasties per tornare a Canazei. Il dislivello complessivo (in salita) è pari a 1687 m; la lunghezza del percorso è di 22 km; cancelli orari (tempi che non possono essere superati pena la squalifica): 1 ora e 5 minuti dalla partenza al Passo Pordoi, 1 ora e 50 dalla partenza alla Forcella di Sass Pordoi, 4 ore e 15 minuti tempo massimo per l'intero percorso.

## Geografia antropica

### Frazioni
- La frazione di Gries sorse in epoca medievale sopra un'altura di sassi di polvere granulosa, portata a valle dalle acque del rio di Gries (attuale rio di Soracrepa) che qui forma una cascata. Secondo Giulia Mastrelli nell'opera Toponomastica trentina, il toponimo potrebbe derivare da grès, dal celtico grava, "sasso". Gries fu un possedimento dell'abbazia di Novacella. Fu un'antica vicinìa risalente al XIV secolo, regolamentata nel 1627 e ora ASUC (Amministrazione Separata dei beni di Uso Civico). Secondo la tradizione, il borgo antico fu distrutto da una frana, eccezione fatta per una singola casa, la "casa forte" in quanto realizzata in muratura e non in legno, che sopravvive ancora oggi nei pressi della caserma dei Carabinieri (nucleo di case denominato "Tone"). A Gries si ricordano due devastanti incendi che hanno seriamente danneggiato il paese. Il primo il 9 agosto 1861 con 22 famiglie rimaste senza casa e il secondo il 12 aprile 1912 che ridusse in miseria 24 famiglie. Un terzo incendio si sviluppò il 29 marzo 1915 a Cleva (ora Chieva), che danneggiò gravemente le abitazioni di alcune famiglie di questo rione.[15]

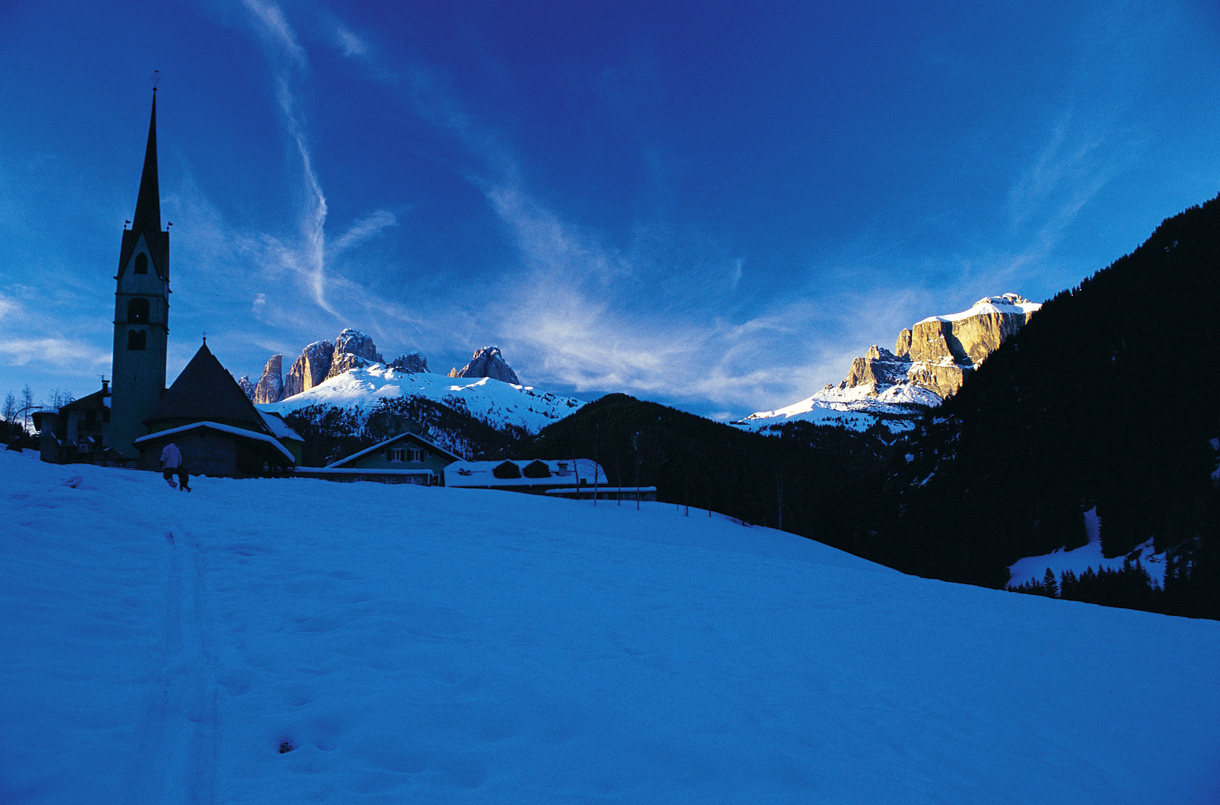
Alba di Canazei con la Chiesa e il Sassolungo sullo sfondo

- La frazione di Alba si trova a 1517 m s.l.m.. Situata in Val di Fassa, sul torrente Avisio, a 1 km a nord di Canazei. Ospita lo stadio del ghiaccio G. Scola, sede della società di serie A dell'Hockey Club Fassa. Inoltre nella frazione di Alba è collocata una delle sedi staccate dell'Università degli Studi di Verona, ove si tengono essenzialmente corsi intensivi organizzati dalle facoltà. Nel centro si trova la cabinovia del Ciampac, accesso al carosello sciistico Ciampac-Buffaure che permette agli sciatori di raggiungere Pozza di Fassa con gli sci ai piedi. Dal 2016 la nuova funivia, collegata alla già esistente del Ciampac, collega Alba di Canazei direttamente con il Col dei Rossi e quindi con il Sella Ronda. Il nome ladino della frazione è Dèlba.[16]

## Amministrazione
| Periodo           | Periodo           | Primo cittadino   | Partito                          | Carica  | Note   |
| ----------------- | ----------------- | ----------------- | -------------------------------- | ------- | ------ |
| 4 giugno 1995     | 8 maggio 2005     | Fernando Riz      | lista civica Uniti nel progresso | Sindaco |        |
| 9 maggio 2005     | 9 maggio 2015     | Mariano Cloch     | lista civica Uniti nel progresso | Sindaco |        |
| 10 maggio 2015    | 21 settembre 2020 | Silvano Parmesani | lista civica Aria neva           | Sindaco |        |
| 22 settembre 2020 | in carica         | Giovanni Bernard  | lista civica                     | Sindaco | [ 17 ] |

## Sport
Canazei è stata per tre volte sede di arrivo di una tappa del Giro d'Italia, la prima nel 1978, la seconda nel 1987 e la terza nel 2017. 
Tappe del Giro d'Italia con arrivo a Canazei
| Anno | Tappa | Partenza | km  | Vincitore di tappa       | Maglia rosa     |
| ---- | ----- | -------- | --- | ------------------------ | --------------- |
| 1978 | 15ª   | Treviso  | 220 | Gianbattista Baronchelli | Johan De Muynck |
| 1987 | 16ª   | Sappada  | 211 | Johan van der Velde      | Stephen Roche   |
| 2017 | 17ª   | Tirano   | 219 | Pierre Rolland           | Tom Dumoulin    |

In altre occasioni si sono avuti arrivi di tappa in cima al Passo Pordoi.
- Canazei ha ospitato con Bolzano e Milano l'edizione 1994 dei campionati mondiali di hockey su ghiaccio. La squadra di hockey locale – HC Fassa – milita in Serie A.
- A Canazei presso il palaghiaccio Gianmario Scola, si è tenuta, dal 31 marzo al 6 aprile 2007, la 19ª edizione della Coppa Europa Trofeo U.I.S.P, gara di pattinaggio artistico su ghiaccio, di danza e gruppi collettivi. 52 i Paesi invitati a questa competizione, in cui le performance dei partecipanti, divisi in discipline e categorie, vengono valutate da una giuria internazionale, rappresentativa di tutte le nazioni convenute.[18]